# Dierk Scheel
Dierk Scheel (* 7. November 1950 in Celle; † 18. Mai 2022 in Halle (Saale)) war ein deutscher Biochemiker und Molekularbiologe. Von 1998 bis 2007 war er Geschäftsführender Direktor des Leibniz-Instituts für Pflanzenbiochemie.

## Leben
Dierk Scheel studierte Biologie und Chemie an der Albert-Ludwigs-Universität Freiburg. Sein Promotionsthema war der Abbau von Pestiziden in Pflanzen. Nach einem Forschungsaufenthalt an der University of California, Berkeley wurde er 1983 Forschungsgruppenleiter am Kölner Max-Planck-Institut für Pflanzenzüchtungsforschung. Nach der Habilitation 1993 an der Universität zu Köln wurde Dierk Scheel im folgenden Jahr zum Professor für Entwicklungsbiologie an der Martin-Luther-Universität Halle-Wittenberg berufen. Im selben Jahr wurde Scheel Abteilungsleiter im Leibniz-Institut für Pflanzenbiochemie (IPB).
Von 1998 bis 2004 und 2005 bis 2007 war Dierk Scheel Geschäftsführender Direktor des IPB. Im Jahre 2000 wurde er zum Mitglied der Deutschen Akademie der Naturforscher Leopoldina, Sektion Genetik/Molekularbiologie und Zellbiologie, gewählt.